# Horizons (Parkway Drive)
Horizons is het tweede studioalbum van de Australische metalcore band Parkway Drive. Het album kwam op 6 oktober 2007 uit in Australië en op 9 oktober 2007 in de rest van de wereld. Het kwam binnen op de Australische hitlijst ARIA Charts op positie #6 op 14 oktober. Voor het nummer "Boneyards" is een videoclip gemaakt.
Het nummer "Feed Them to the Pigs" is vernoemd naar een quote uit de film Snatch van Guy Ritchie.

## Tracklist
| 1.                 | Begin                 | 0:49 |
| 2.                 | The Siren's Song      | 3:09 |
| 3.                 | Feed Them to the Pigs | 2:33 |
| 4.                 | Carrion               | 3:10 |
| 5.                 | Five Months           | 4:04 |
| 6.                 | Boneyards             | 3:14 |
| 7.                 | Idols and Anchors     | 3:50 |
| 8.                 | Moments in Oblivion   | 1:44 |
| 9.                 | Breaking Point        | 3:37 |
| 10.                | Dead Man's Chest      | 3:22 |
| 11.                | Frostbite             | 3:32 |
| 12.                | Horizons              | 5:35 |
| Totale duur: 38:25 |                       |      |

## Bezetting
- Winston McCall - Zanger
- Jeff Ling - Gitarist
- Luke Kilpatrick - Gitarist
- Jia "Pipey" O'Connor - Bassist
- Ben Gordon - Drummer
- Adam Dutkiewicz - Producer